# Eduard Rupprecht

Eduard Rupprecht

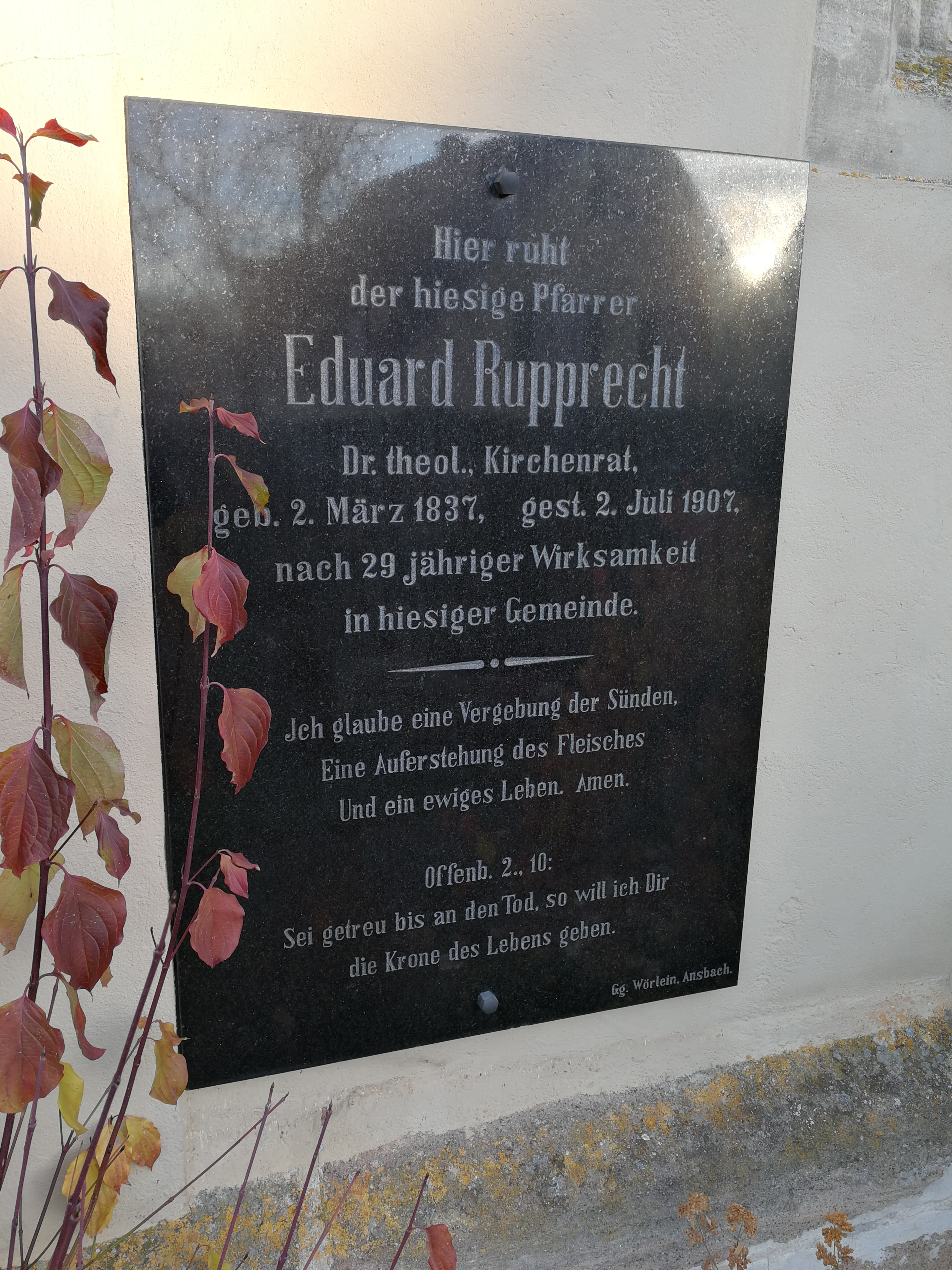
Gedenktafel von Eduard Rupprecht an der Südseite der Sausenhofener Kirche

Gottlieb Friedrich Eduard Rupprecht (* 2. März 1837 in Azendorf in Oberfranken; † 2. Juli 1907 in Sausenhofen in Mittelfranken, heute zur Gemeinde Dittenheim gehörig) war ein deutscher lutherischer Pfarrer, der sich mit der Abfassung apologetischer theologischer Schriften einen Namen machte.

## Biografie
Rupprecht wurde als Sohn des Pfarrers Johann Matthäus Rupprecht geboren. Er studierte an der Universität Erlangen, wo ihn besonders die Theologieprofessoren Franz Delitzsch, Theodosius Harnack und Johann von Hofmann prägten. Er arbeitete als Vikar in Fürth und war im Anschluss daran wegen eines Nervenleidens für mehrere Jahre arbeitsunfähig. Diesem „Ofen großer Trübsal“ – wie er es nannte – entstieg er als ein entschieden konservativer Theologe, der in Glaubenszweifel und Skepsis die Ursache seiner psychischen Erkrankung erblickte. Der nur wenig belastbare Rupprecht verbrachte sein weiteres Leben als Dorfpfarrer in Wallesau bei Roth und in Sausenhofen, entwickelte aber seit Beginn der 1890er Jahre eine literarische Tätigkeit, die ihn überregional bekannt machte. Dieses Engagements wegen wurde er von der lutherischen Fakultät der Capital University in Columbus, Ohio mit der Ehrendoktorwürde ausgezeichnet und von seiner eigenen bayerischen Landeskirche zum Kirchenrat ernannt. In dem Lexikon Religion in Geschichte und Gegenwart fand sich in der ersten und zweiten Auflage ein biographischer Eintrag zu Rupprecht. Mit seiner Mitgliedschaft im 1894 gegründeten Bibelbund vernetzte sich Rupprecht mit gleichgesinnten konservativen Theologen und Pfarrern. Rupprecht starb 1907 in Sausenhofen, einem heutigen Ortsteil von Dittenheim (Landkreis Weißenburg-Gunzenhausen).

## Werk
Glaubenszweifel und Skepsis zu bekämpfen war die Maxime von Rupprechts literarischer Wirksamkeit. Seine teilweise im Verlag Bertelsmann erschienenen Schriften waren Versuche, die Bibelkritik, wie sie von der Wellhausen-Schule und von Adolf von Harnack betrieben wurde, zu widerlegen (letzteren kannte er noch als den kleinen Jungen im Hause seines Erlanger Professors Theodosius Harnack). Rupprechts Angriffe auf den historisch-kritischen Umgang mit der Bibel wurden in der Pfarrerschaft gerne rezipiert, aber in akademischen Kreisen kaum ernst genommen. Erst später zeigte sich, dass Rupprecht viele Kritikpunkte vorweggenommen hatte, die im 20. Jahrhundert selbst von angesehenen Theologen gegen Wellhausen und Harnack vorgebracht wurden.
Monographien:

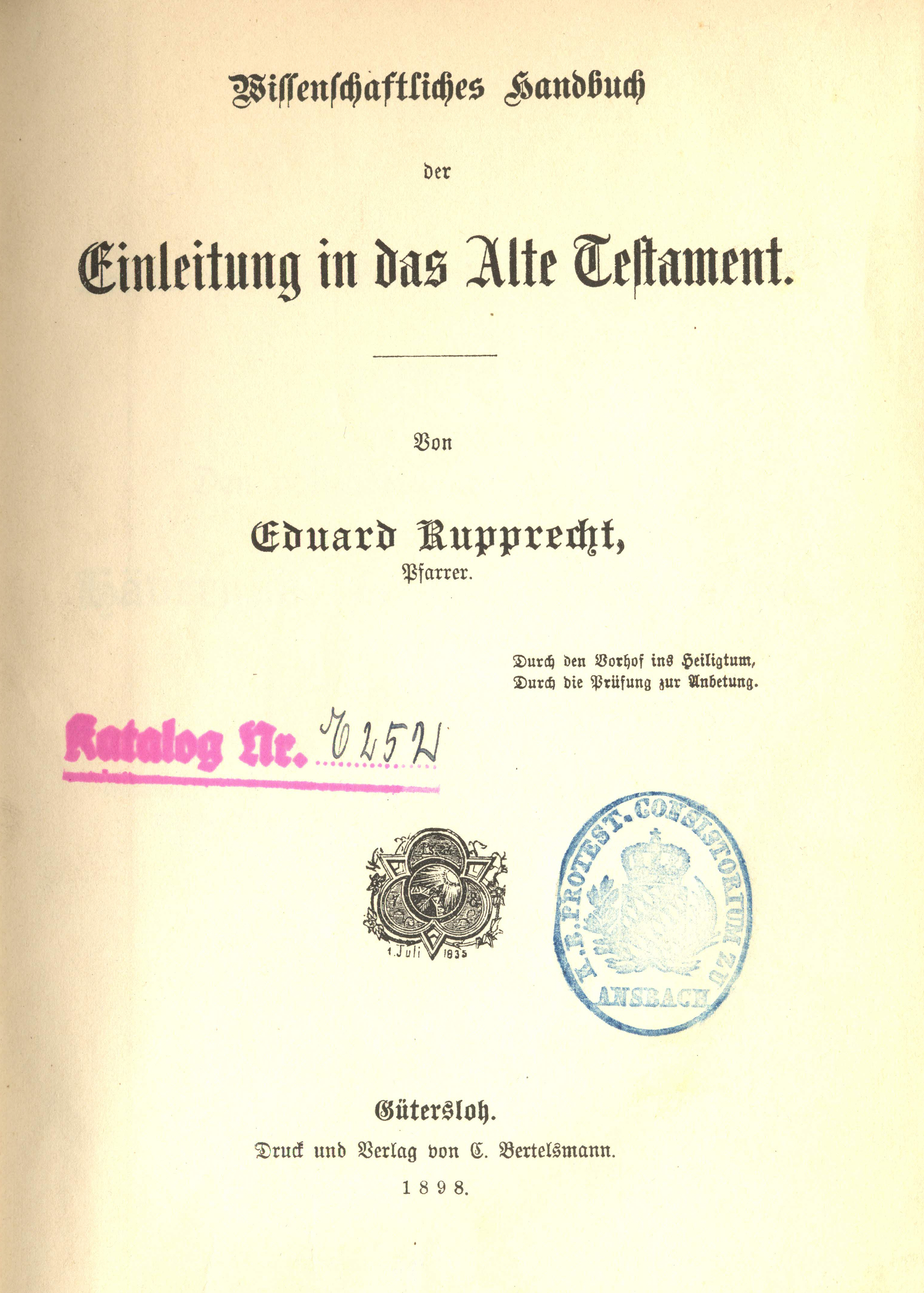
Titelblatt eines der Rupprecht’schen Werke

- Was ist Wahrheit? Oder: Populäre Streifzüge gegen den Unglauben unserer Zeit für aufrichtige Seelen aus allem Volk, Nürnberg Bd. I 1875 / Bd. II/1 1876 / Bd. II/2 1877.
- Die Anschauung der kritischen Schule Wellhausens vom Pentateuch. Ihr Wert und der Weg zur Selbstbehauptung der Kirche ihr gegenüber. Ein wissenschaftlich begründetes Glaubenszeugnis an die Gegenwart, insonderheit unsere junge theologische Generation, Erlangen / Leipzig 1893.
- Das Ende dieses Weltlaufes. Zur Einführung in die Neutestamentliche Weissagung den Freunden des prophetischen Wortes in der Gemeind dargeboten, München 1894.
- Der Pseudodaniel und Pseudojesaja der modernen Kritik vor dem Forum des christlichen Glaubens, der Moral und der Wissenschaft. Ein Glaubenszeugnis zur Selbstbehauptung der Kirche gegenüber der Zweifelsucht auf dem Boden des A. Testaments, Erlangen / Leipzig 1894.
- Das Rätsel des Fünfbuches Mose und seine falsche Lösung. Eine Reihe kritischer Einzeluntersuchungen und Zeugnisse. Ein Beitrag zur Lösung einer brennenden biblischen Zeitfrage mit eingehender Berücksichtigung der Quellenscheidung von Dr. Strack, Gütersloh 1894.
- Geheimrat Prof. Dr. v. Frank. Ein Wort dankbarer Erinnerung für seine Schüler und Verehrer, 1894 (Nachruf).
- Des Rätsels Lösung oder Beiträge zur richtigen Lösung des Pentateuchrätsels für den christlichen Glauben und die Wissenschaft, Gütersloh Bd. I 1895, Bd. II/1 1896, Bd. II/2 1897.
- Licht im Dunkel. Skizzen aus dem Leben eines süddeutschen Theologen in Novellenform, Cottbus 1897 (unter dem Pseudonym Ed[mund]. Timotheus).
- Die Kritik nach ihrem Recht und Unrecht. Eine principielle Beleuchtung der kritischen Methode mit Illustrationen aus der deutschen Kritik und Dr. Drivers „Einleitung“, Gütersloh 1897.
- Erklärte Deutsche Volksbibel in gemeinverständlicher Auslegung und Anwendung mit apologetischer Tendenz, hg. von E. Rupprecht unter Mitwirkung von Karl Buchrucker, Karl von Burger u. a., Hannover 1897, 3. Auflage 1913.
- Wissenschaftliches Handbuch der Einleitung in das Alte Testament, Gütersloh 1898.
- Was ist Sterben? Zwei Vorträge über den Tod des Christen, Neuendettelsau 1900.
- Das Christentum von D. Ad. Harnack nach dessen sechzehn Vorlesungen. Eine Untersuchung und ein Erfahrungszeugnis an die Kirche der Gegenwart aller Konfessionen, Gütersloh 1901.
- Menschengedanken und Gottesgedanken. Kritische Zeitbetrachtungen als Zeugnis an die evangelisch-lutherische Kirche der Gegenwart, Neuendettelsau 1901.

## Familie
Zu den Nachkommen Rupprechts lassen sich auch noch drei weitere kirchlich interessante Persönlichkeiten rechnen. Sein Sohn Johannes Rupprecht wurde durch seine Forschungen über den bayerischen Oberkonsistorialpräsidenten Hermann Bezzel bekannt. Der Enkel Eduard Putz (1907–1990), unter Landesbischof Hans Meiser zunächst theologischer Mitarbeiter im Landeskirchenamt München, dann Dekan in Erlangen, ist heute vor allem wegen seiner Rolle im Kirchenkampf umstritten. Ein weiterer Enkel, Walter Rupprecht (1918–2007), wirkte als Dozent an der Augustana-Hochschule Neuendettelsau und als Kreisdekan in Augsburg.